# ZipGenius
ZipGenius는 마테오 리소가 마이크로소프트 윈도우용으로 개발한 프리웨어 압축 소프트웨어이다.

## 같이 보기
- 압축 소프트웨어의 비교